# Alpi Aurine
Le Alpi Aurine sono un massiccio montuoso alpino che si trova lungo la dorsale di confine tra Italia (Alto Adige) e Austria (Tirolo e Salisburghese), prendendo il nome dalla Valle Aurina.

## Classificazione
Talvolta le Alpi Aurine vengono considerate coincidenti con le Alpi della Zillertal. La SOIUSA le vede come settore delle Alpi della Zillertal. Più precisamente vede le Alpi della Zillertal suddivise in due settori: le Alpi Breonie Orientali e le Alpi Aurine.
Secondo la Partizione delle Alpi, le Alpi Aurine appartengono alla sezione delle Alpi Noriche.
Secondo la suddivisione didattica tradizionale, le Alpi Aurine sono invece un gruppo delle Alpi Atesine.

## Suddivisione

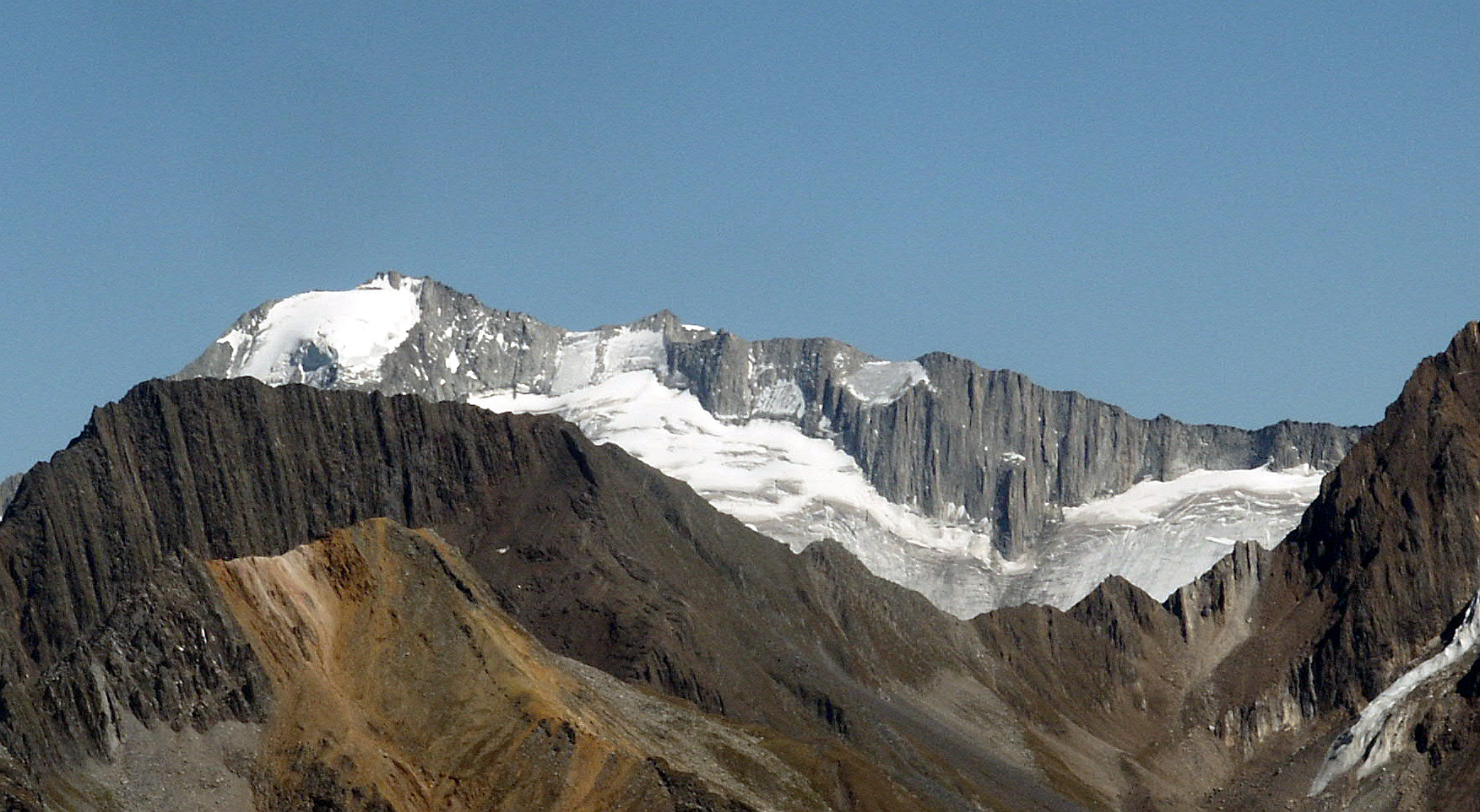
Grande Musuele

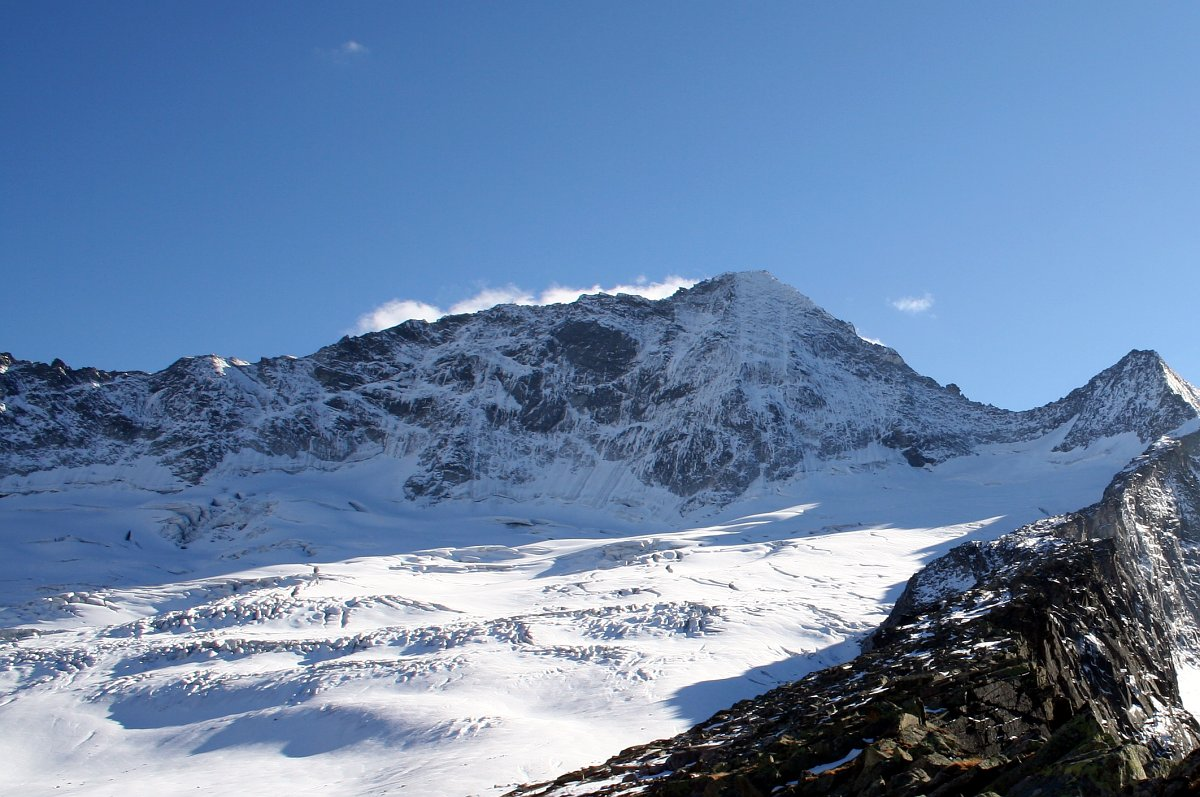
Cima di Campo

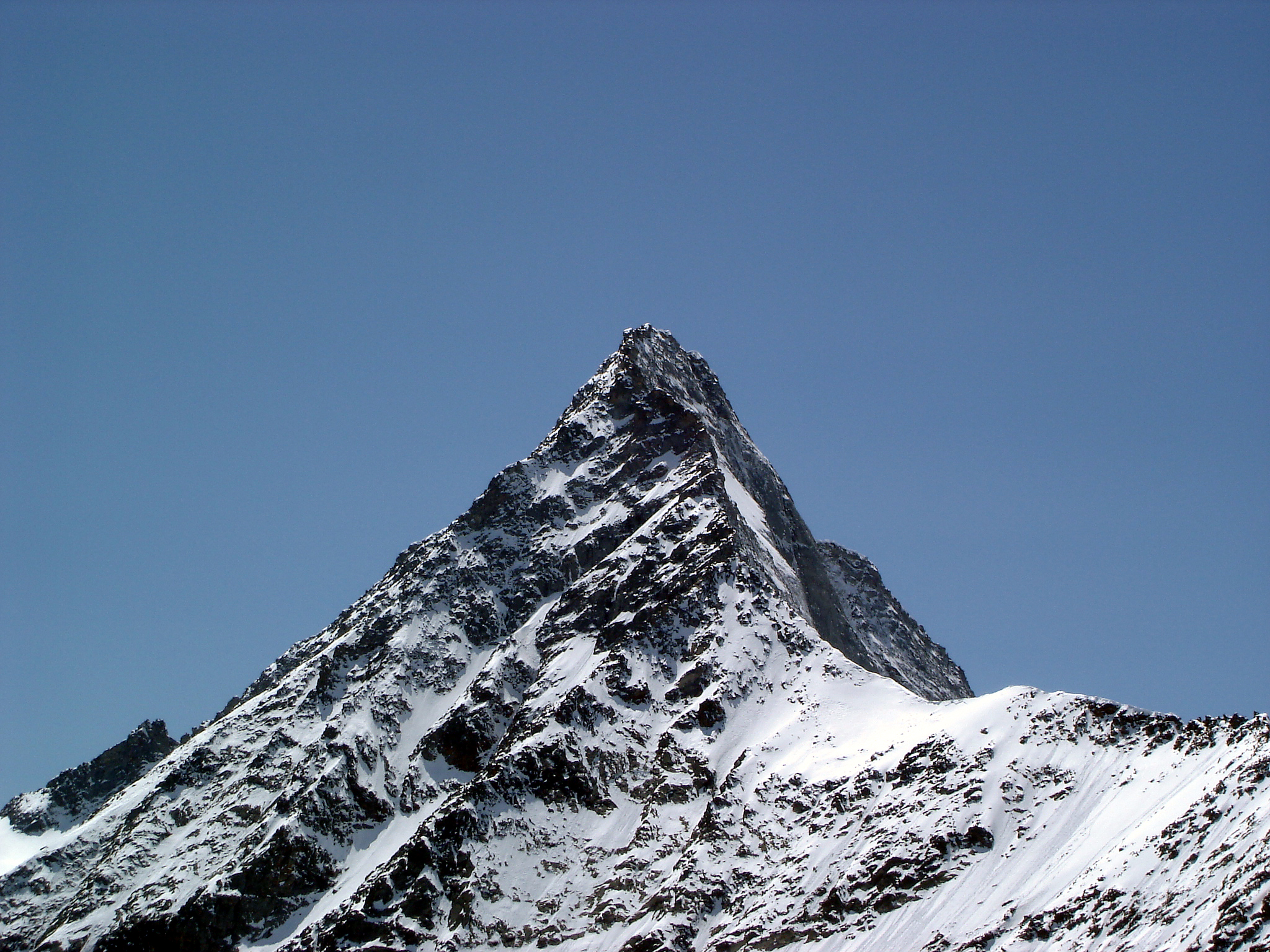
Schrammacher

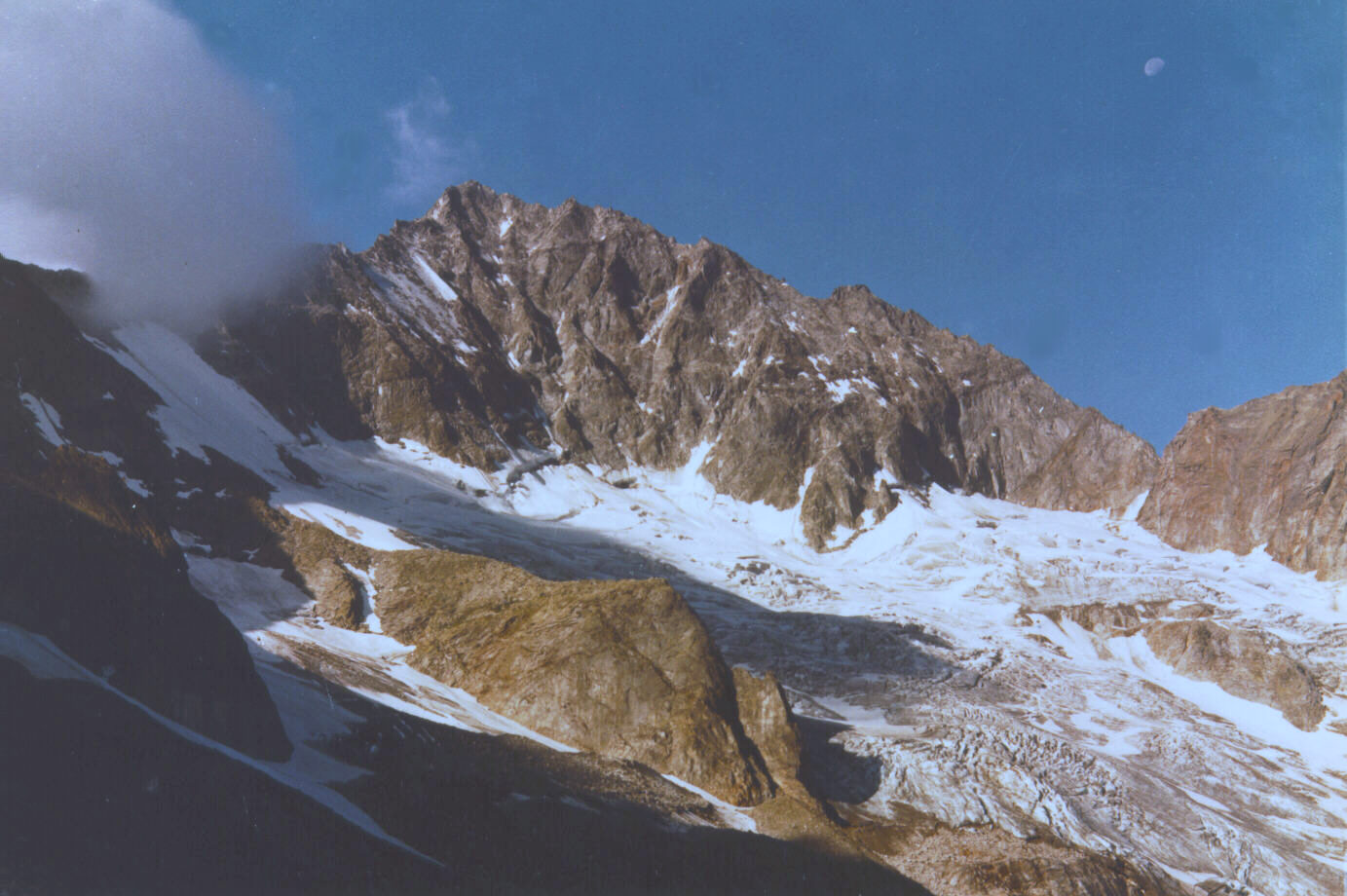
Monte Lovello

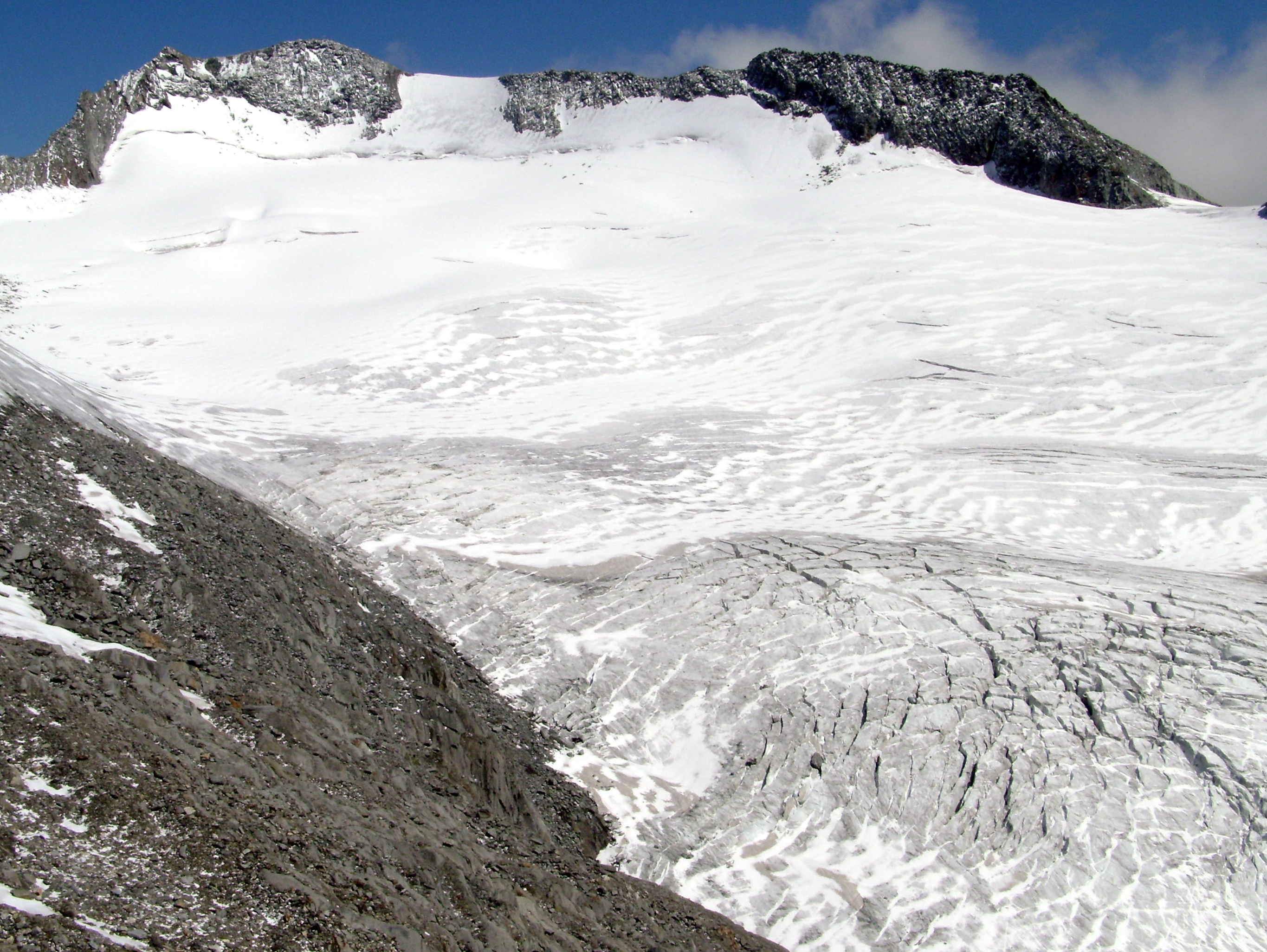
Punta Bianca (Alpi della Zillertal)

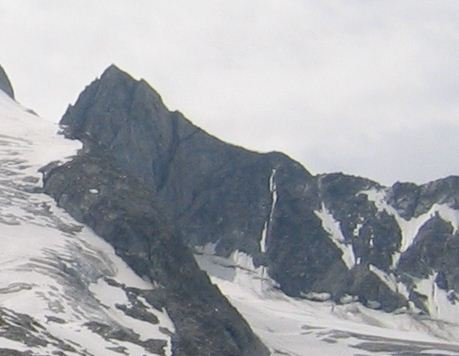
Reichenspitze

Secondo la SOIUSA le Alpi Aurine sono suddivise in tre supergruppi, sette gruppi e diciannove sottogruppi:
- Gruppo del Gran Pilastro (B)
  - Catena Gran Pilastro-Punta di Valle (B.3)
  - Catena Nord-occidentale della Zillertal (B.4)
    - Dorsale dell'Hochsteller (B.4.a)
    - Dorsale del Greiner (B.4.b)
    - Dorsale Mörchen-Igent (B.4.c)
      - Costiera del Mörchen (B.4.c/a)
      - Costiera dell'Igent (B.4.c/b)

    - Dorsale del Floiten (B.4.d)
    - Dorsale dell'Ahorn (B.4.e)

  - Catena Cima Cadini-Monte Fumo (B.5)
    - Costiera della Cima Cadini (B.5.a)
    - Costiera del Monte Fumo (B.5.b)
- Monti di Fundres (C)
  - Catena Picco della Croce-Cima Piatta-Cima Valmaia (C.6)
    - Costiera del Picco della Croce (C.6.a)
    - Costiera della Cima Valmaia (C.6.b)
    - Costiera della Cima Piatta (C.6.c)

  - Catena Monte Gruppo-Selva dei Mulini (C.7)
    - Costiera del Monte Gruppo (C.7.a)
    - Costiera della Selva dei Mulini (C.7.b)
- Gruppo del Reichenspitze (D)
  - Catena Reichenspitze-Vetta d'Italia (D.8)
    - Costiera del Reichenspitze (D.8.a)
    - Massiccio della Vetta d'Italia (D.8.b)

  - Catena Nord-orientale della Zillertal(D.9)
    - Costiera del Gerlos (D.9.a)
    - Costiera dello Schönach (D.9.b)
    - Costiera del Wimmer (D.9.c)
    - Costiera dello Schwarzach (D.9.d)
    - Costiera dello Ziller (D.9.e)

## Geografia
Il nome Alpi Aurine indica genericamente tutta la catena montuosa che fa da spartiacque alle: Val d'Isarco, Val di Vizze, Val di Valles, Val di Fundres, Valle Selva dei Molini e Valle Aurina a sud entro il confine italiano, e Inntal (Valle dell'Inn) a nord, entro il territorio austriaco. La catena, la più settentrionale d'Italia, è compresa geograficamente tra il Passo del Brennero ad ovest e la Forcella del Picco ad est, alla testata della Valle Aurina. Il gruppo comprende numerosi piccoli ghiacciai, oggi in forte regresso.

## Vette principali
- Gran Pilastro, 3510 m
- Grande Mèsule, 3479 m
- Hochfernerspitze 3470 m
- Hintere Weissspitze 3431 m
- Cima di Campo, 3418 m
- Schrammacher, 3410 m
- Monte Lovello, 3376 m
- Punta Bianca, 3371 m
- Sasso Nero, 3369 m
- Reichenspitze, 3303 m
- Monte Fumo, 3251 m
- Gefrorene Wand, 3250 m
- Hoher Riffler, 3231 m
- Punta di Valle, 3210 m
- Picco della Croce - 3.135 m
- Vetta d'Italia 2912 m

## Alpinismo
La catena delle Alpi Aurine venne esplorata interamente durante il XIX secolo. La prima cima ad essere salita è il Monte Lovello nel 1843 dall'Ing. M. V. Lipold ed un cacciatore di Mayrhofen. Successivamente vennero saliti il Grosser Mochner nel 1846 e lo Schrammacher nel 1847 da Peter Karl Thurwieser con diversi compagni. Nel resto del secolo tutte le cime e le creste principali vennero esplorate dai nomi illustri dei pionieri delle Dolomiti quali Freshfield, Fox, Tuckett i fratelli Zsigmondy ed altri. 
La catena delle Alpi Aurine ha però poche pareti degne d'interesse ed è su queste che si concentrò, e tuttora è svolta, l'attività alpinistica del gruppo. Esse sono lo Schrammacher la cui parete nord venne scalata da Fritz Drasch già nel 1895, e sul cui pilastro, la Sagwand, sono state tracciate le vie più ardue della zona per opera di Paul Aschenbrenner e Hias Rebitsch; il Gran Pilastro, che presenta una bella parete nord attraversata da alcuni itinerari in ghiaccio, l'Hochfernerspitze e la vicina Hintere Weissspitze che verso la Val di Vizze presentano pareti miste di roccia e ghiaccio alte fino a 1000 m.